# سیومس
سیومس (اندونزیایی: Ciomas) شهری در استان جاوه غربی کشور اندونزی است. جمعیت این شهر بر اساس سرشماری سال ۱۹۹۰ میلادی، ۱۸۷٫۳۷۹ نفر و بر اساس سرشماری سال ۲۰۰۰ میلادی، ۱۵۶٫۳۹۵ بوده که در سال ۲۰۰۷ میلادی به ۱۴۸٫۸۱۸ نفر افزایش یافته‌است.